# Stazione di Vigonza-Pianiga
La stazione di Vigonza-Pianiga è una fermata ferroviaria della linea Milano-Venezia ed è ubicata in località Barbariga di Vigonza.

## Storia
L'impianto fu trasformato in fermata impresenziata nel 2000, con l'entrata in vigore dell'orario estivo.

## Strutture e impianti
La fermata ha il fabbricato (non più accessibile) posto sul lato sud e due binari, uno per senso di marcia, collegati da sottopassaggio.

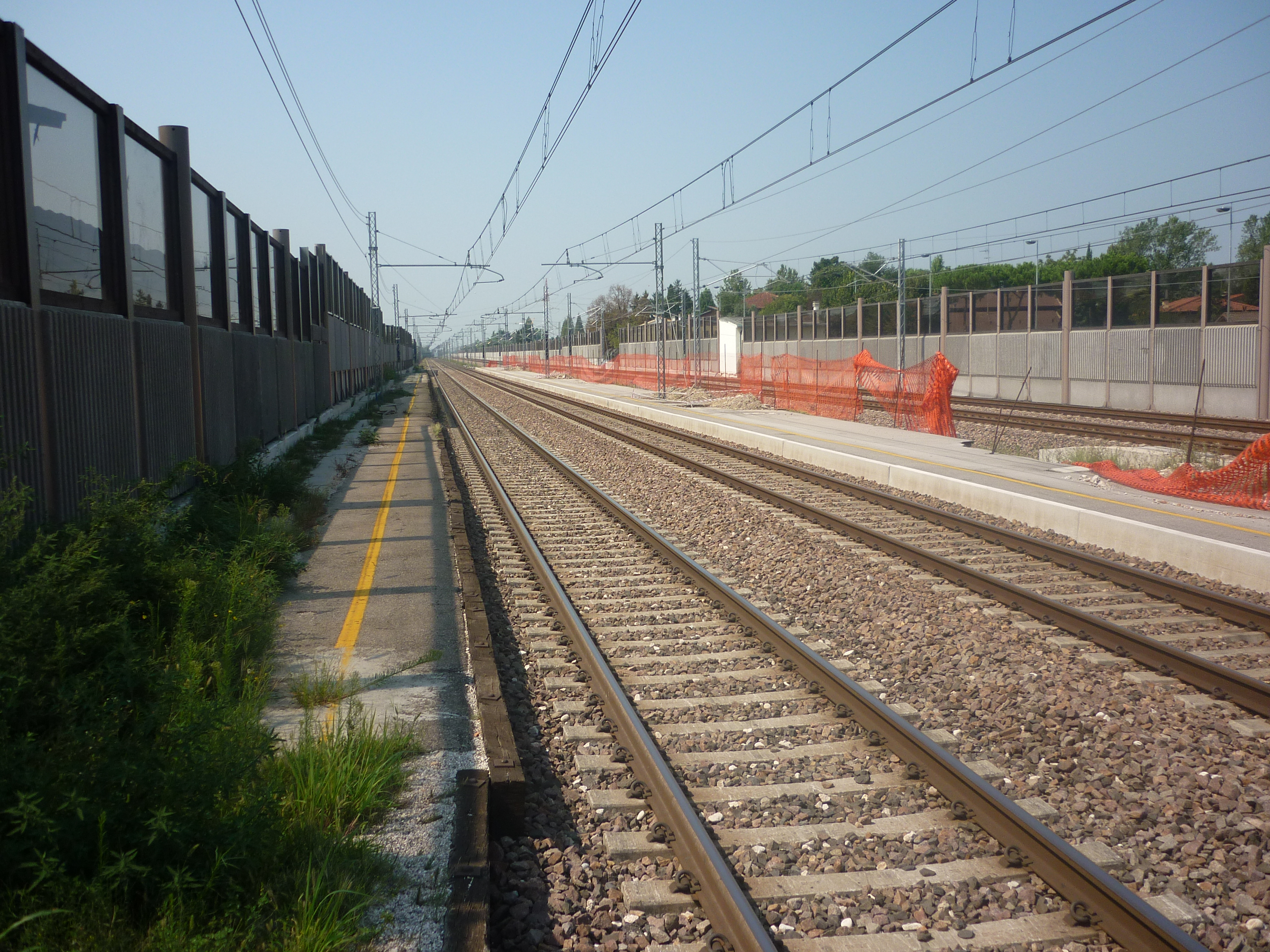
Le vecchie banchine

Nei primi anni del 2000, nell'ambito del progetto SFMR, le banchine dei binari sono state spostate di 500 metri verso Venezia e ricostruite più alte per ottenere un accesso a raso ed è stato realizzato un nuovo sottopassaggio per garantire l'accessibilità ai disabili, alle biciclette ed ai bagagli voluminosi.

## Movimento
La stazione è servita da treni regionali svolti da Trenitalia nell'ambito del contratto di servizio stipulato con le regioni interessate.